# Luca Signorelli
Luca Signorelli (født ca. 1450 i Cortona, død 16. oktober 1523 i Cortona) var en italiensk renæssance-kunstmaler blandt andet kendt for freskoer i Orvieto's domkirke, der er malet 1499 til 1504.
Foruden Orvieto arbejdede han blandt andet i Spoleto, Volterra, Perugia og San Sepolcro.
Foruden Orvieto freskoerne er andre markante værker:
- Sacra Conversazione, 1485, oliemaleri, Perugia
- Freskocyklus med scner fra den hellige Benedikts liv, 1496–1498, klostret Monteoliveto Maggiore
- Portræt af en musiker, ca. 1500, Gemäldegalerie, Berlin.
- Korsfæstelsen, ca. 1500, S. Crescention, Morra.